# Litothericles nigriceps
Litothericles nigriceps är en insektsart som beskrevs av Marius Descamps 1977. Litothericles nigriceps ingår i släktet Litothericles och familjen Thericleidae. Inga underarter finns listade i Catalogue of Life.